# Veegteskapel
De Veegteskapel is een kapel in Helden in de Nederlandse gemeente Peel en Maas. De kapel staat aan de Molenstraat ten noorden van het dorp.
Op ongeveer 400 meter naar het zuidoosten ligt de Onderse Schans.
De kapel is gewijd aan Onze-Lieve-Vrouw van Altijddurende Bijstand.

## Geschiedenis
Voordat Antonia Hesen uit Helden op 7 januari 1953 overleed had ze haar broer gevraagd om een kapel te bouwen. In 1954 begon men met de bouw van de kapel.

## Gebouw
De bakstenen kapel is opgetrokken op een rechthoekig plattegrond en wordt gedekt door een zadeldak met leien. De frontgevel steekt boven het dak uit en is een tuitgevel met op de top een smeedijzeren kruis. In de frontgevel bevindt zich de rondboogvormige toegang van de kapel.